# Wir 3
Wir 3 was een Duitse meidengroep die gelijkenissen vertoonde met de Vlaamse meidengroep K3. De groep was eveneens bij het productiehuis Studio 100 ondergebracht. De groep bracht Duitse versies uit van hits van K3.

## Uiterlijk
Het Duitse meidentrio leek qua uiterlijk op hun Vlaamse collega's. De roodharige Lina (2 december 1988) was de Duitse variant van Karen Damen, Linda (22 mei 1987) had net zulke zwarte haren als Kristel Verbeke en Vera (6 juli 1983) leek qua haarkleur op de blonde Kathleen Aerts en Josje Huisman.

## Discografie
De eerste single van Vera, Linda en Lina - een vrije Duitse vertaling van "Heyah Mama" - kwam uit op 25 mei 2007. De single kan beschouwd worden als een geactualiseerde versie van het origineel met gescratch, meer synthesizer, meer backing vocals en een vernieuwde bridge. Het nummer scoorde goed in onder meer Duitsland, maar had niet het gehoopte succes.
| jaar | titel (vertaling van)              | Charts | Charts | Charts | Album          |
| jaar | titel (vertaling van)              | Dui1   | Oos2   | Zwi3   | Album          |
| ---- | ---------------------------------- | ------ | ------ | ------ | -------------- |
| 2007 | Heyah Mama (Heyah Mama)            | 46     | 38     | 62     | Wir 3          |
| 2007 | Kuma He (Kuma He)                  | 58     | 48     | −      | Wir 3          |
| 2008 | Omi ist der Hit (Oma's aan de top) | 42     | 7      | −      | Wir 3          |
| 2008 | Liebeskapitän (Liefdeskapitein)    | 81     | 44     | −      | Wir 3          |
| 2009 | Regenbogenbunt (Alle kleuren)      | −      | 63     | −      | Regenbogenbunt |

1 Media Control Charts Duitsland

2 Ö3 Top 40 Oostenrijk

3 Schweizer Hitparade Zwitserland
Op 14 maart 2008 kwam het eerste album uit, genaamd Wir 3. Op 27 maart 2009 kwam het album "Regenbogenbunt" uit.

## Tv-programma
Maandag 3 maart 2008 startte het kinderprogramma Die Welt Von Wir 3 op de Duitse televisiezender Super RTL. Het programma is vergelijkbaar met De Wereld van K3 op Z@ppelin. Vanaf donderdag 8 mei tot en met 7 juli 2008 was het programma te zien op de Duitstalige commerciële zender Jamba TV.

## Einde
In 2010 stopte de groep.